# 菱形奴草
菱形奴草（学名：Mitrastemon kanehirai）为大花草科奴草屬下的一个种。
菱形奴草僅分布於台灣南投縣魚池鄉的林業試驗所蓮華池分所，且僅寄生於單刺櫧的側根，直到2004年才在桃園復興的東眼山又找到極少量的植株。2017年，在蓮華池發現火燒栲根部也寄生菱形奴草。

## 扩展阅读
- 維基物種上的相關：菱形奴草